# Сельва

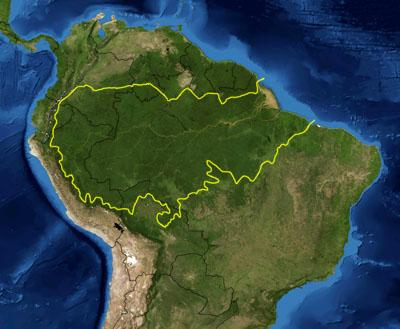
Сельва в узком смысле слова. Карта Амазонского региона. Жёлтая линия показывает приблизительную границу бассейна реки Амазонки. Границы между государствами показаны чёрными линиями

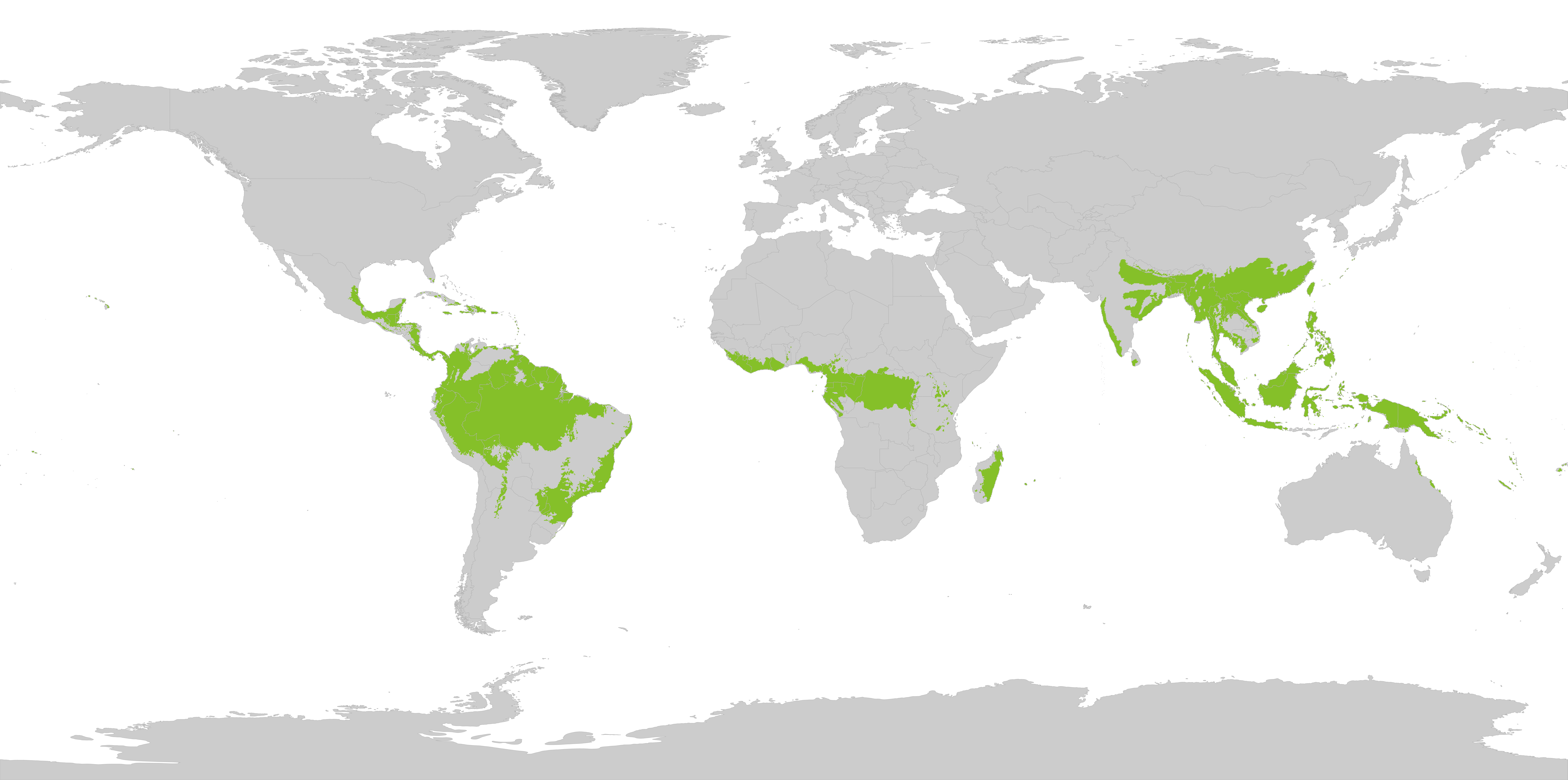
Распространение сельв в широком смысле: дождевые тропические леса на карте мира

Се́льва (порт. selva, с лат. — «silva» — лес) — влажные экваториальные леса в Южной Америке, одни из дождевых лесов. Находится на территории таких стран, как Бразилия, Перу, Суринам, Венесуэла, Гайана, Эквадор, Боливия, Колумбия.
В узком смысле сельва — название влажных экваториальных лесов в бассейне реки Амазонки или даже только в Бразилии.
Иногда сельвой называют любой влажный тропический лес. Сельва находится в экваториальном и субэкваториальных поясах (сельва в широком смысле — и в тропическом поясе) на обширных низменных участках суши в условиях постоянного пресноводного увлажнения (1800—2300 мм осадков в год), вследствие чего почва сельвы крайне бедна минеральными веществами, вымываемыми тропическими дождями. Влажность воздуха очень высока (80—90 %). Растительный и животный миры отличает разнообразие видов растений, животных. Южноамериканскую сельву на более низких местах, временами затапливаемых рекой, называют игапо, или варзеа, а на более высоких, незаливаемых местах — терра фирма. Видовое разнообразие незатапливаемых участков выше, особенно в отношении эндемиков.
Индейцы используют переложную систему земледелия: поле несколько лет обрабатывается, потом забрасывается, а при этом приходится расчищать новый участок леса. Это осуществимо только в малонаселённых местностях. Лесовосстановление до определённого предела в таких условиях довольно быстро происходит естественным путём.

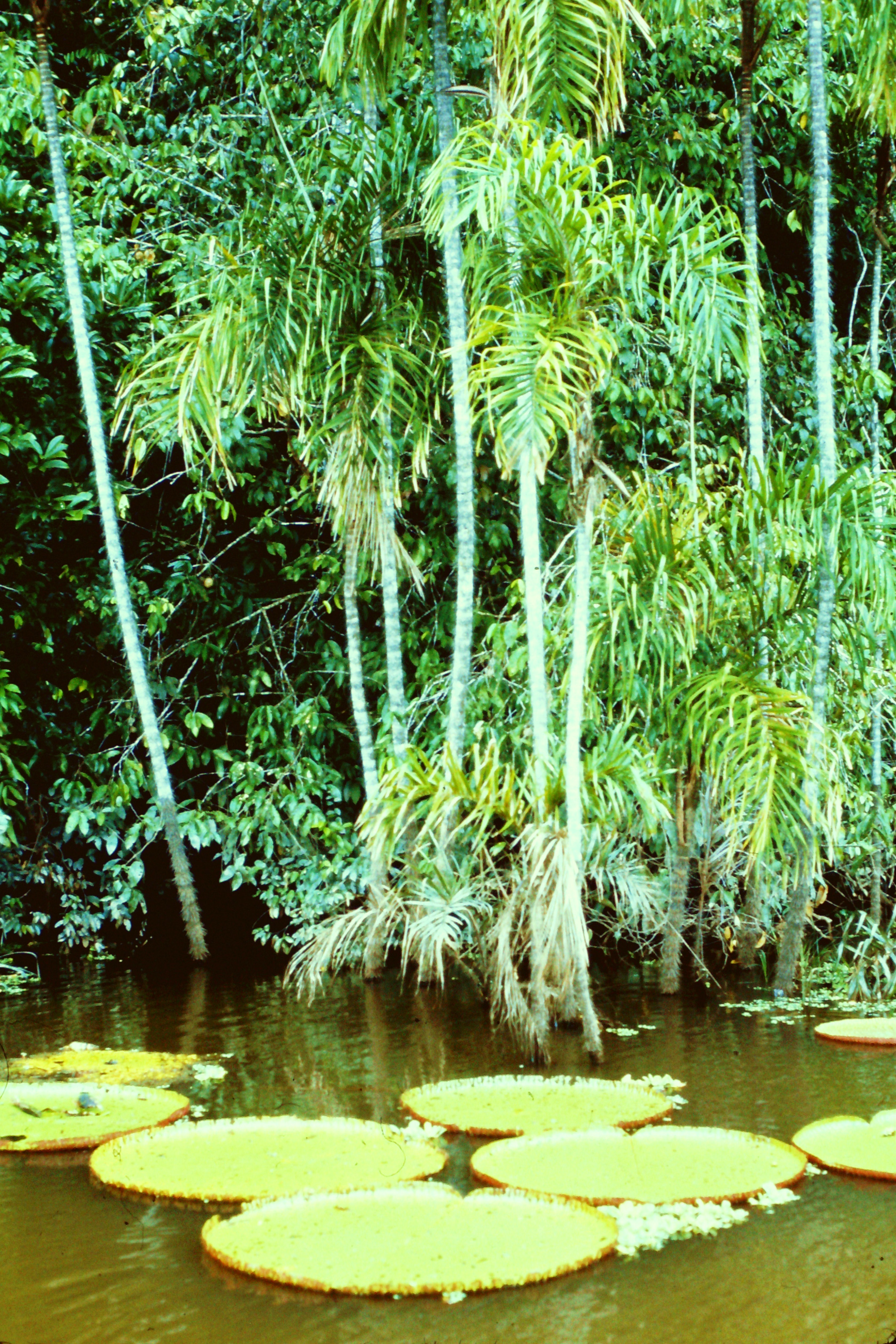
Амазонский лес

## Растительный мир

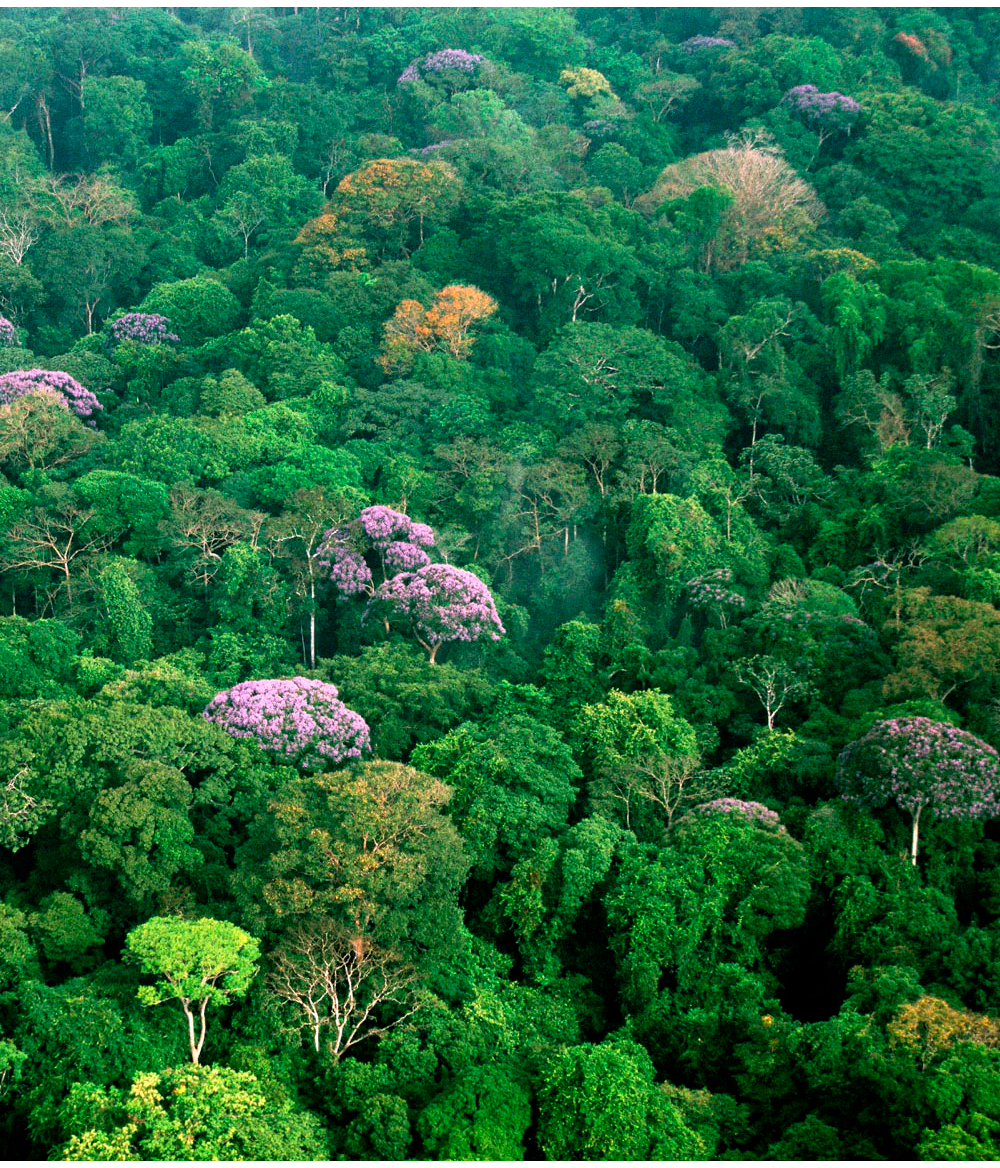
Сельва в Панаме. Вид с высоты птичьего полёта

Как и все дождевые тропические леса, сельва имеет несколько ярусов растений. Деревья растут в 2—5 ярусов, но подлесок выражен слабо. Как правило стволы деревьев прямые, колоннообразные, ветвящиеся только вверху. Корни деревьев часто досковидные, ходульные корни характерны для болотистых мест. На одном дереве могут быть ветви с плодами, цветками и молодыми листьями. Часто встречается каулифлория — образование цветков и соцветий прямо на стволах и безлистных участках ветвей. Почва покрыта опавшими листьями, ветками, стволами упавших деревьев, лишайниками, грибами и мхом. Сама почва имеет красноватый цвет; на ней растут невысокие растения, папоротники и трава. Второй ярус представлен молодыми деревьями, могут быть кустарники и тростник. Верх сомкнувшихся крон не представляет собой ровную поверхность, над пологом леса из деревьев высотой до сорока метров возвышаются гиганты, например, дерево сейба может достигать 80 м. Из-за разнообразия древесных пород (в бассейне Амазонки произрастает не менее 2500 пород деревьев), и, соответственно, разнообразия окраски листьев, поверхность сельвы имеет пятнистую зелёную окраску. Эффект усиливают цветущие деревья, создавая белые или цветные пятна.
Очень много внеярусной растительности — лиан и эпифитов, много орхидей. Особенно богаты эпифитами незатапливаемые территории (терра фирма). Эпифиты принадлежат преимущественно семействам Бромелиевые и Ароидные, отличаются формами и яркостью окраски цветков. Эпифиты образуют многочисленные воздушные корни. Много кактусов (особенно видов рода Рипсалис). Здесь произрастают дынное дерево, какао, гевея, в заводях Амазонки, Ориноко и других рек — виктория регия.
В местах, затопляемых во время паводков, нижний древесный ярус, образованный гидрофильными пальмами, древовидными папоротниками и другими растениями, возвышается над тростниковыми и осоковыми болотами до 8 м. В более освещённых участках нижний ярус быстро покрывается плотной, труднопроходимой зарослью лиан, эпифитов, кустарников и небольших деревьев, превращая местность в непроходимые джунгли.
Местами встречаются так называемые «сады дьявола» — участки в амазонских лесах, где растёт только один вид деревьев (Duroia hirsuta), который выращивают муравьи вида Myrmelachista schumanni («лимонные муравьи»).

## Животный мир

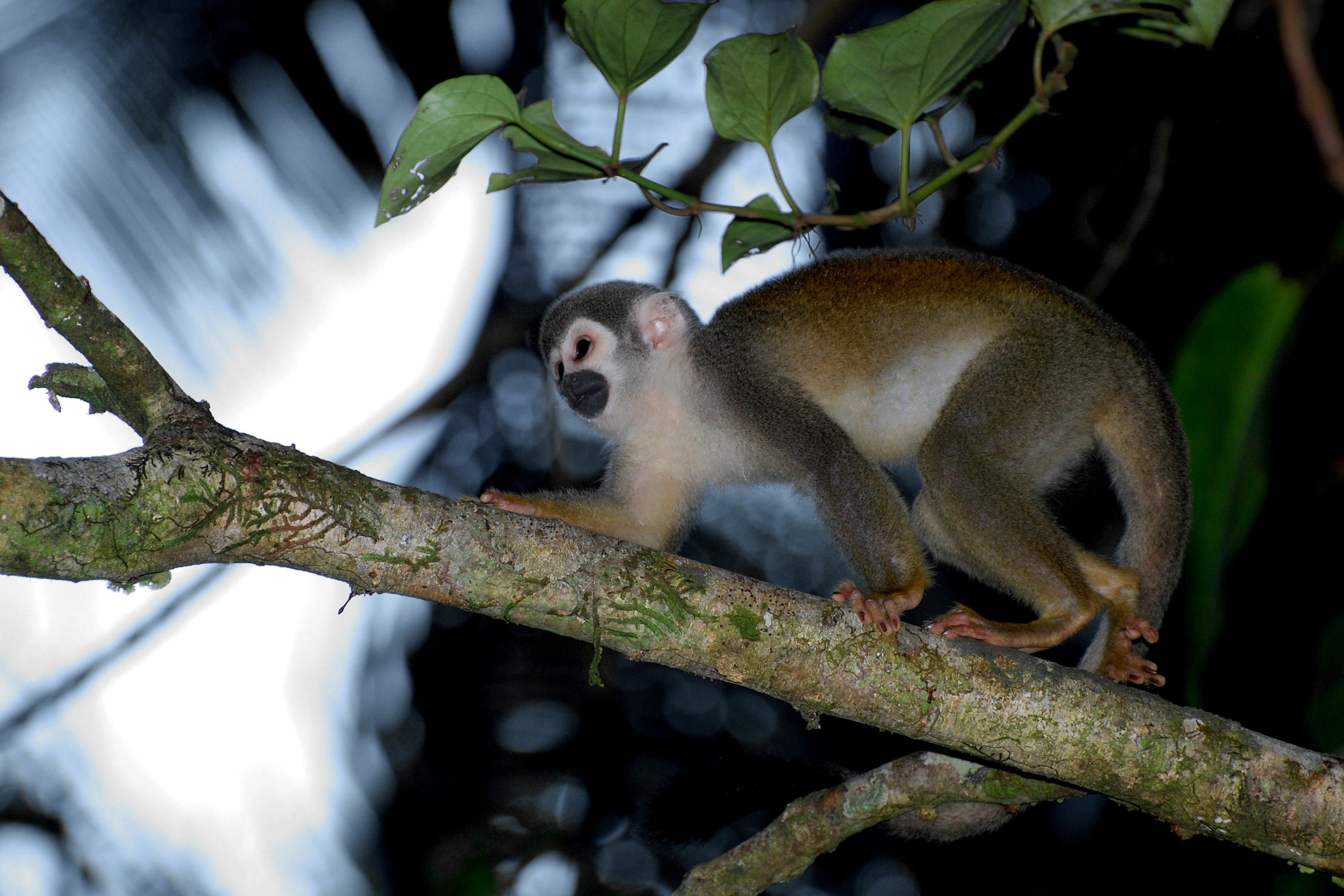
Обыкновенная беличья обезьяна (Saimiri sciureus)

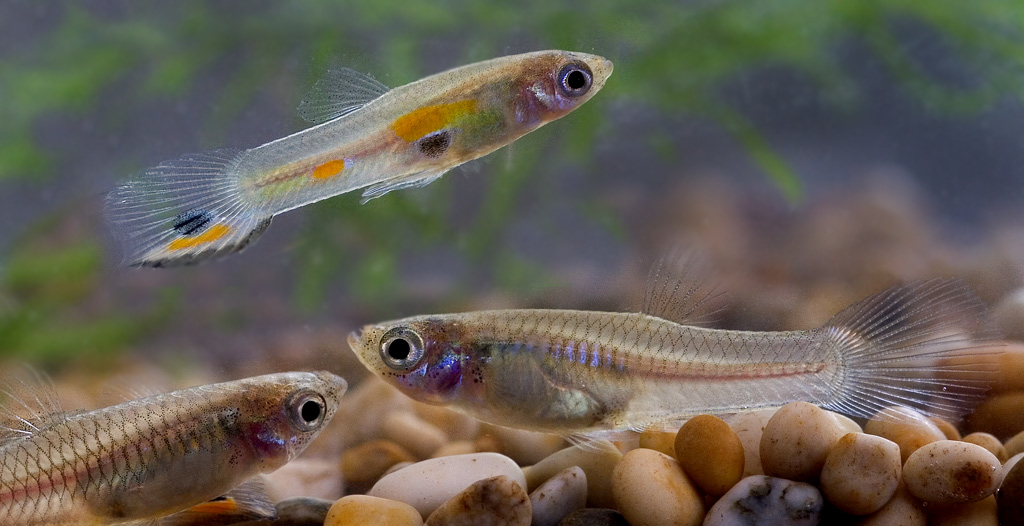
Дикая форма гуппи

Большинство многочисленных и разнообразных животных сельвы обитают в основном на деревьях, немало даже древесных земноводных. Наземных животных мало, среди них — гигантский броненосец, гигантский муравьед, похожие на маленьких свиней пекари, носухи, кустарниковая собака, свинки. Капибара (самый крупный на Земле грызун) и тапир живут у воды.
Многие млекопитающие для жизни на деревьях имеют цепкий хвост: карликовый муравьед и тамандуа, опоссум, цепкохвостый дикобраз, кинкажу, трёхпалые ленивцы и цепкохвостые обезьяны (ревуны, капуцины, какажао, паукообразная и др.); очень многочисленны небольшие игрунковые обезьянки. Хищных млекопитающих сельвы представляют кошачьи — ягуар, пума, оцелот, которые тоже хорошо приспособлены к жизни на деревьях.

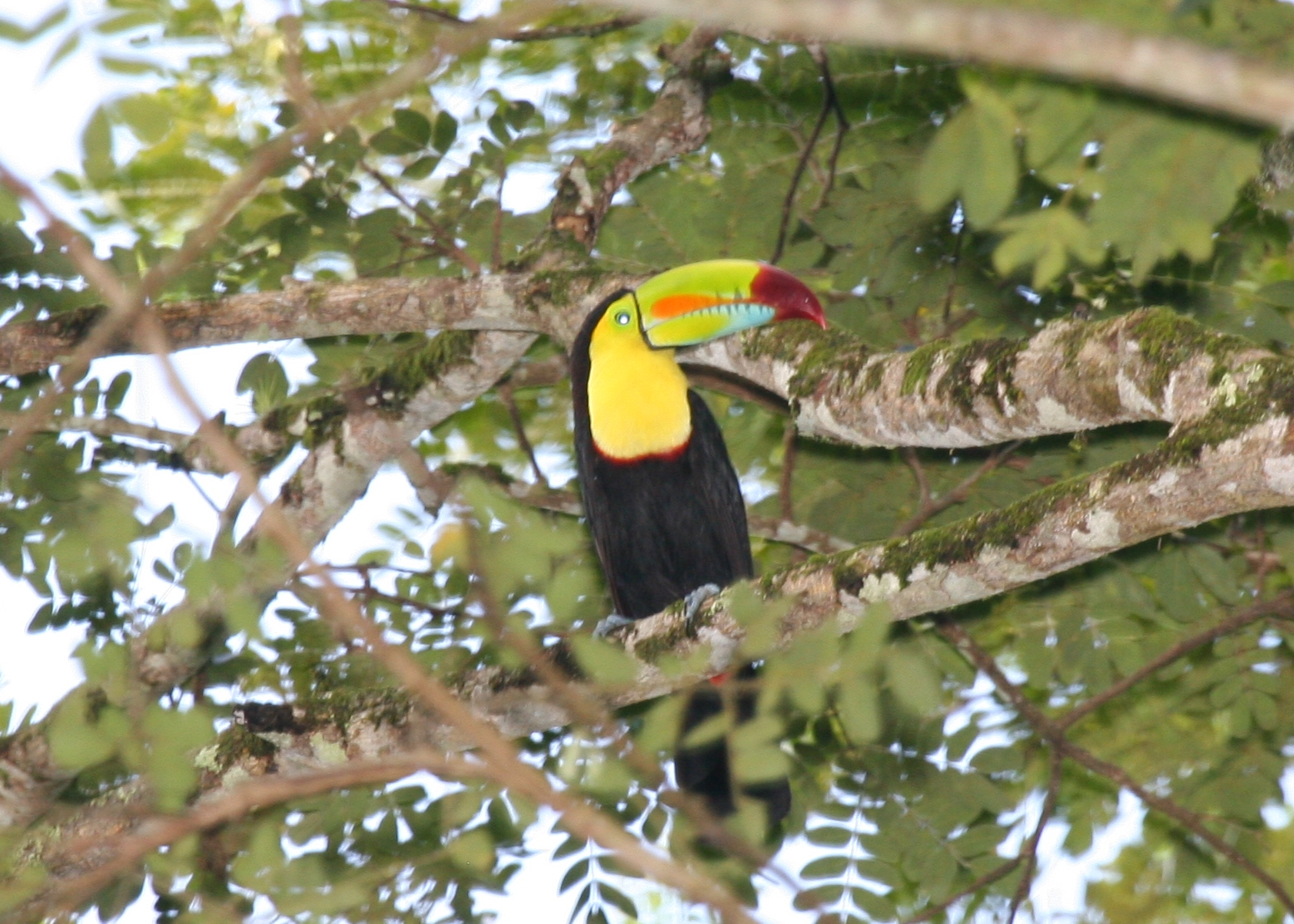
Радужный тукан

Среди богатейшей фауны птиц — туканы (эндемик), гоацин, гокко, гриф урубу, попугай ара, попугай амазон и другие попугаи, колибри (среди них самые маленькие птицы Земли) представлены здесь более чем 300 видами. Кроме птиц здесь летает много рукокрылых.
Много пресмыкающихся. Представителями змей являются удавы, в том числе анаконда, самая большая змея. Среди змей много ядовитых: бушмейстер, аспиды. Примеры ящериц — игуаны, сцинки, ядозубы.
Чрезвычайно много насекомых — фауна бабочек в числе богатейших; среди 100 тыс. видов жуков — светящийся кукухо и усач-титан, достигающие длины 15 см. Муравьи-листорезы Acromyrmex и Atta неразрывно связаны с деревьями. Пауки-птицееды — крупнейшие паукообразные.
Водоёмы населяют ламантины, амазонский дельфин, анаконда (эндемик), кайманы. Гавиаловые крокодилы населяют реки. Южноамериканская пресноводная фауна рыб (около 2000 видов) представляет собой треть мировой. Здесь обитают двоякодышащая рыба лепидосирен, очень крупная гигантская арапаима, хищная пиранья, электрический угорь. Отсюда происходят некоторые аквариумные рыбы, например, гуппи, скалярии.
Имеется ряд эндемичных таксонов животных, крупнейшими из групп млекопитающих являются отряд Неполнозубые (семейства Трёхпалые ленивцы, Двупалоленивцевые, Муравьедовые), отряд Броненосцы, парвотряд Широконосые обезьяны.